# Institut für Politische Wissenschaft und Soziologie

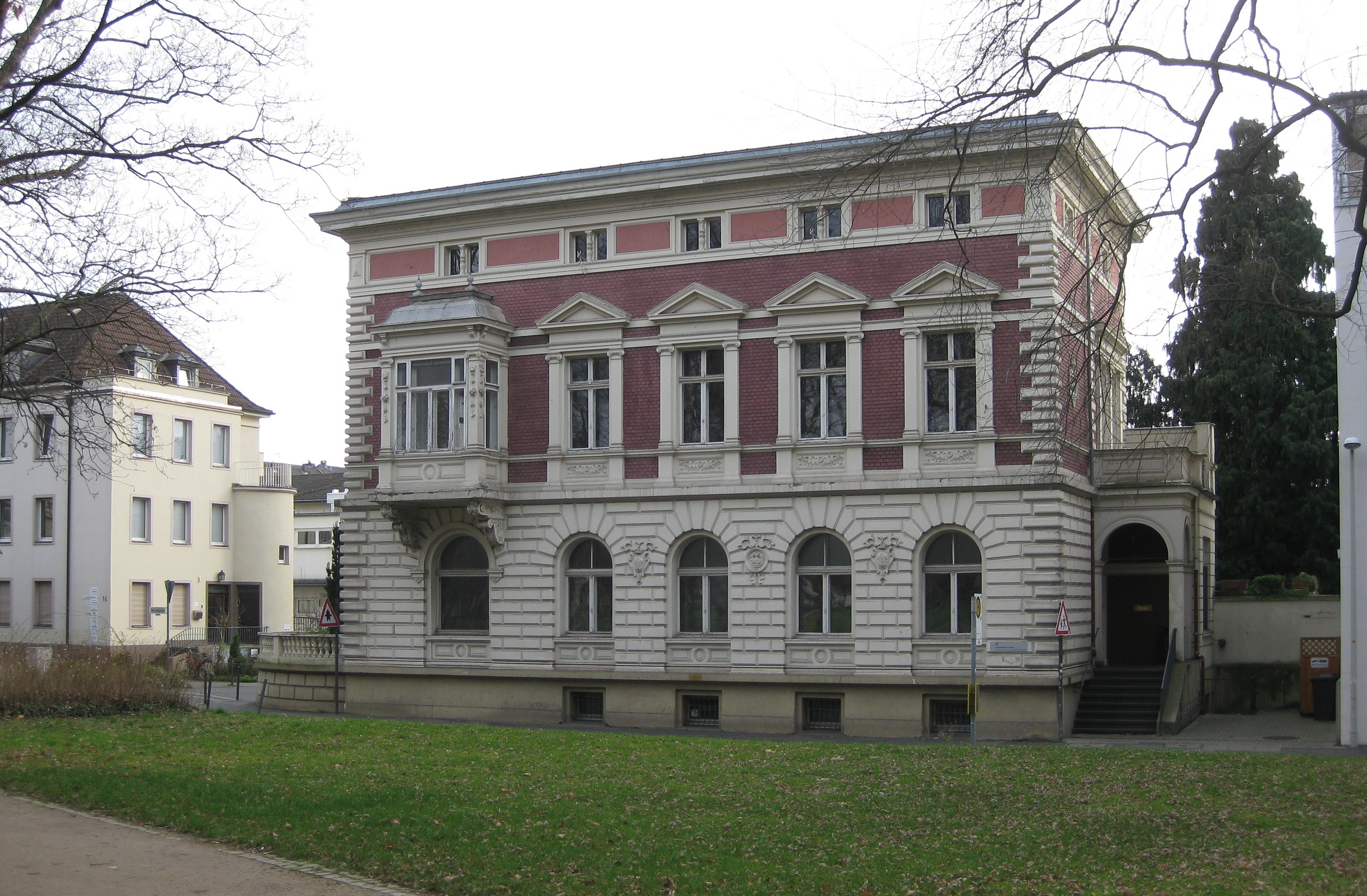
Villa am Hofgarten 15, Sitz der Bibliothek des Instituts für Politische Wissenschaft und Soziologie

Das Institut für Politische Wissenschaft und Soziologie (IPWS) an der Rheinischen Friedrich-Wilhelms-Universität Bonn entstand 2006 aus dem Zusammenschluss zweier vorher getrennter Seminare aus den 1950er (Politische Wissenschaft) und 1970er Jahren (Soziologie). Geschäftsführender Direktor war der Soziologe Jörg Blasius, sein Stellvertreter der Politologe Wolfram Hilz. Es trug die Verantwortung für die 1969 durch Karl Dietrich Bracher gegründete Schriftenreihe Bonner Schriften zur Politik und Zeitgeschichte. 2025 wurde das IPWS durch Bildung zweier eigenständiger Institute für die bislang verbundenen Seminare aufgelöst.

## Geschichte

### Seminar für Politische Wissenschaft
Nach der Ernennung Karl Dietrich Brachers als außerplanmäßigem Professor der Rheinischen Friedrich-Wilhelms-Universität Bonn wurde 1959 das Seminar für Politische Wissenschaft eingerichtet. Von der Freien Universität Berlin holte Bracher seinen Assistenten Hans-Helmuth Knütter nach Bonn. In den folgenden Jahren wurden zudem unter anderem die Wissenschaftler Francis Ludwig Carsten (London), Hans Kohn (New York), Richard Löwenthal (Berlin), Eduard Heimann (Hamburg), Alfred Grosser (Paris), Karl Wolfgang Deutsch (Harvard), Marc Bloch (Paris) und Ludwig Jedlicka (Wien) zu Gastvorträgen eingeladen.
Während der Westdeutschen Studentenbewegung der 1960er Jahre kam es zu Protesten am Seminar. Einige Studenten reagierten darauf ablehnend mit der Aktion Demokratische Mitte (ADM). 1969 wurde ein weiterer Lehrstuhl für Politische Wissenschaft eingerichtet und ein Seminarrat ins Leben gerufen, der eine Hochschulreform ausarbeiten sollte. Verschiedene linke Gruppierungen wie die Sozialistische Gruppe (SG) protestierten gegen die Assistenz von Manfred Funke und die Lehrstuhlvertretung von Hans-Helmuth Knütter für Karl Dietrich Bracher. 1973 wurde am Seminar ein Symposium der Konferenz über Sicherheit und Zusammenarbeit in Europa (KSZE) abgehalten. Außerdem wurde mit Unterstützung der Deutschen Gesellschaft für Friedens- und Konfliktforschung (DGFK) die Carl-von-Ossietzky-Gastprofessur für Friedens- und Konfliktforschung eingerichtet. Erster Lehrstuhlinhaber wurde der norwegische Friedensforscher Johan Galtung.
Das Seminar erlangte als eine Art „Schnittstelle zwischen Politik- und Geschichtswissenschaft“ nationales Ansehen. Überregional beachtete Schwerpunkte der Forschung waren die Themenfelder Demokratie, Diktatur, Extremismus und Totalitarismus. Viele Veröffentlichungen des IPWS zählten zu den Standardwerken in diesem Bereich. Zugute kam der Einrichtung der Wissenschaftsstandort der alten Bundeshauptstadt Bonn. Tilman Mayer und Volker Kronenberg sprachen in der Festschrift zum fünfzigjährigen Bestehen des Instituts 2009 von einer „unverwechselbare[n] Tradition“. So sind die Mehrzahl der Politologen im Bundestag in Bonn ausgebildet worden. In den letzten Jahren des Bestehens des IPWS wurde die Bonner Traditionslinie zudem medial durch Wissenschaftler wie Frank Decker popularisiert.

### Seminar für Soziologie
Das Seminar für Soziologie wurde 1974 gegründet, als das Fach in der Philosophischen Fakultät angesiedelt wurde. Maßgeblich am Aufbau waren Martinus Emge, Justin Stagl und Alfred Bellebaum beteiligt. In der Folgezeit entwickelte sich ein kultursoziologischer Schwerpunkt am Seminar heraus.

### Gemeinsames Institut
2006 fusionierten das Seminar für Politische Wissenschaft und das Seminar für Soziologie aus finanzpolitischen Gründen. Erster Direktor wurde der Politologe Tilman Mayer. Es kooperierte unter anderem mit dem Bonn International Center for Conversion (BICC), dem Zentrum für Entwicklungsforschung (ZEF) und der von Bodo Hombach initiierten Bonner Akademie für Forschung und Lehre praktischer Politik (BAPP).

## Institutsbibliothek
1960 wurde das Seminar für Politische Wissenschaft für den Aufbau eines eigenen Bibliotheksbestands von der Rockefeller-Stiftung gefördert. 1977 erfolgte eine Bibliotheksspende, inklusive einer mehrbändigen Encyclopædia Britannica, durch Vertreter der Botschaft der Vereinigten Staaten in Bonn. Der Bestand umfasste bis zur Auflösung des IPWS rund 40.000 Exemplare.

## Bonner Schriften zur Politik und Zeitgeschichte
1969 erschien der erste Band der anschließend von der Leitung des Seminars für Politische Wissenschaft herausgegebenen Schriftenreihe Bonner Schriften zur Politik und Zeitgeschichte im Verlagshaus Droste in Düsseldorf. Personen wie Ulrich von Alemann, Karl Dietrich Bracher, Manfred Funke, Hans-Helmuth Knütter, Patrik von zur Mühlen, Paul Noack und Hans-Gert Pöttering veröffentlichten in der Reihe.

## Persönlichkeiten (Auswahl)

### Dozenten
- Alfred Bellebaum (Honorarprofessor)
- Knut Bergmann (Promovent und Lehrbeauftragter)
- Jörg Blasius (Professor)
- Karl Dietrich Bracher (Begründer und Professor)
- Frank Decker (Professor)
- Christiane Florin (Dozentin)
- Manfred Funke (Assistent und Professor)
- Friedrich Fürstenberg (Professor)
- Johan Galtung (Gastprofessor)
- Werner Gephart (Professor)
- Christian Hacke (Habilitand und Professor)
- Dietmar Herz (Professor)
- Uwe Holtz (Honorarprofessor)
- Bodo Hombach (Lehrbeauftragter)
- Hans-Adolf Jacobsen (Habilitand und Professor)
- Kinan Jaeger (Promovent und Dozent)
- Eckhard Jesse (Gastdozent)
- Karl Kaiser (Professor)
- Hans-Helmuth Knütter (Assistent und Professor)
- Karl-Rudolf Korte (Gastdozent)
- Volker Kronenberg (Studiendekan und akademischer Direktor)
- Ludger Kühnhardt (Professor)
- Marcel Lewandowsky (Promovent und Dozent)
- Jerzy Maćków (Gastdozent)
- Tilman Mayer (Professor)
- Jürgen Rüttgers (Lehrbeauftragter)
- Hans-Peter Schwarz (Professor)
- Brigitte Seebacher (Honorarprofessorin)
- Justin Stagl (Professor)
- Grit Straßenberger (Professorin)

### Alumni
- Markus Feldenkirchen (Journalist und Autor)
- Karsten Fischer (Professor für Politische Theorie)
- Michael Th. Greven (Professor für Politische Theorie)
- Hanni Hüsch (Journalistin und Leiterin verschiedener ARD-Auslandsstudios)
- Theo Koll (Journalist)
- Christian Lindner (Politiker der FDP)
- Andrea Nahles (Politikerin der SPD und Vorsitzende der Bundesagentur für Arbeit)
- Margarethe Schreinemakers (Fernsehmoderatorin)
- Elmar Theveßen (Fernsehjournalist und Autor)